# Курятник Іван Прокопович
Іван Прокопович Курятник (нар. 12 лютого 1919, Уланове (нині — Есманьська селищна рада Шосткинського району Сумської області — пом. 24 вересня 1952, Новгородська область, Російська РСФСР) — підполковник Радянської Армії, учасник німецько-радянської війни, Герой Радянського Союзу (1942).

## Біографія
Іван Курятник народився 12 лютого 1919 року в селі Уланово, нині Есманської селищної ради Шосткинського району (до 2021 року Глухівського району) Сумської області України. Після закінчення неповної середньої школи працював слюсарем у Ворошиловграді (нині — Луганськ), паралельно з роботою займався в аероклубі. У 1937 році Курятник був призваний на службу до Робітничо-селянської Червоної армії. У 1938 році він закінчив Ворошиловградську військову авіаційну школу пілотів. З листопада 1941 року — на фронтах німецько-радянської війни.
До жовтня 1942 року старший лейтенант Іван Курятник командував ланкою 751-го авіаполку 17-ї авіадивізії авіації далекої дії СРСР. До того часу він здійснив 103 бойових вильоти на бомбардування скупчень бойової техніки і живої сили противника, його важливих об'єктів у глибокому тилу.
Указом Президії Верховної Ради СРСР від 31 грудня 1942 року за зразкове виконання бойових завдань командування на фронті боротьби з німецькими загарбниками і проявлені при цьому мужність і героїзм" старший лейтенант Іван Курятник був удостоєний високого звання Героя Радянського Союзу із врученням ордена Леніна і медалі «Золота Зірка» за номером 785.
Після закінчення війни Курятник продовжив службу в Радянській Армії. У 1947 році він закінчив курси удосконалення офіцерського складу. Трагічно загинув 24 вересня 1952 року в авіаційній катастрофі під час тренувального польоту. Похований на кладовищі в місті Сольци Новгородській області.
Був також нагороджений двома орденами Червоного Прапора, орденами Вітчизняної війни 1-го ступеня і Червоної Зірки, декількома медалями.